# 木靴

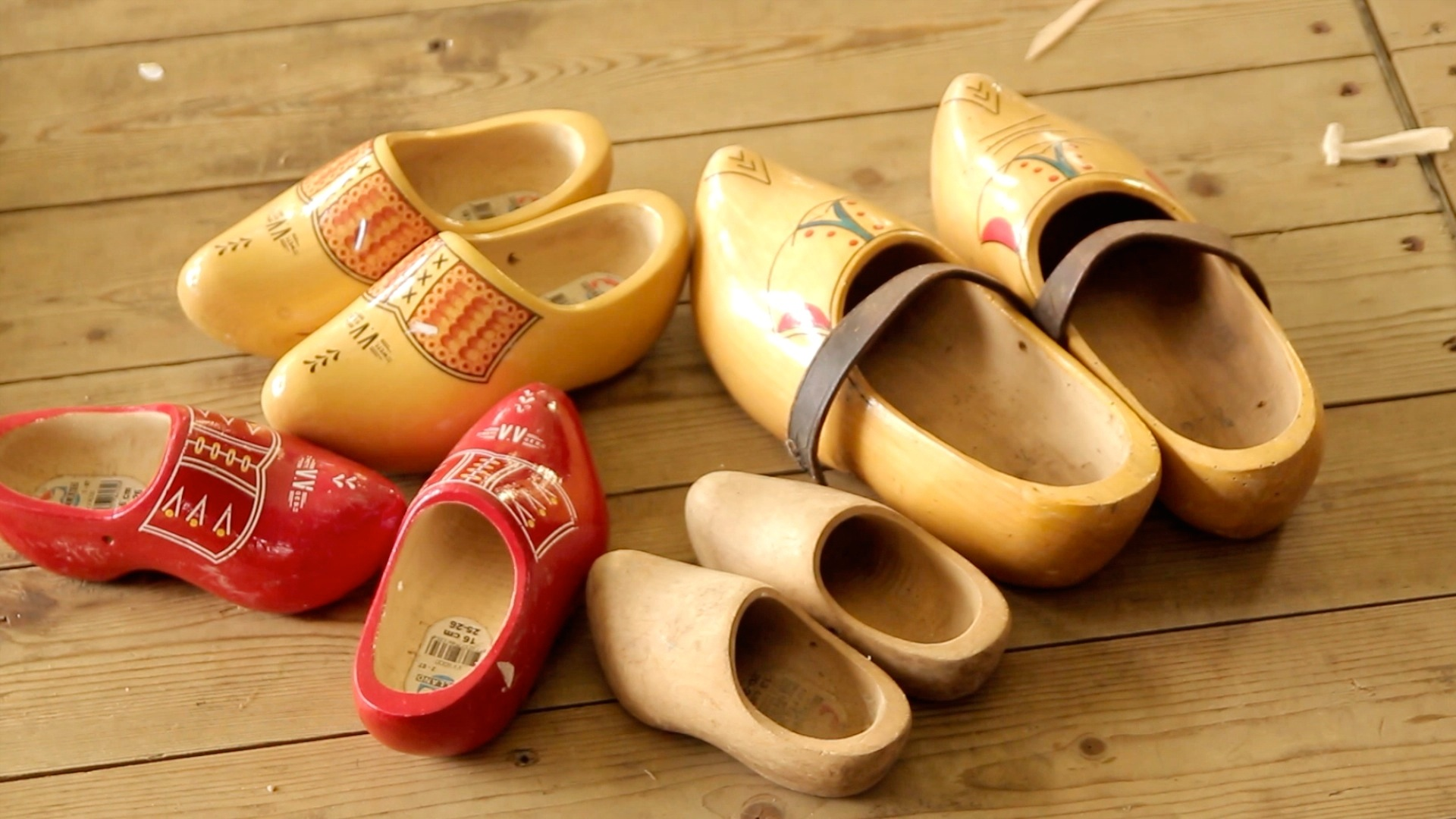
クロンプ (klomp) ／木塊を刳り貫いて作る「クロッグ (clog)」型の木沓で、オランダのものをいう。

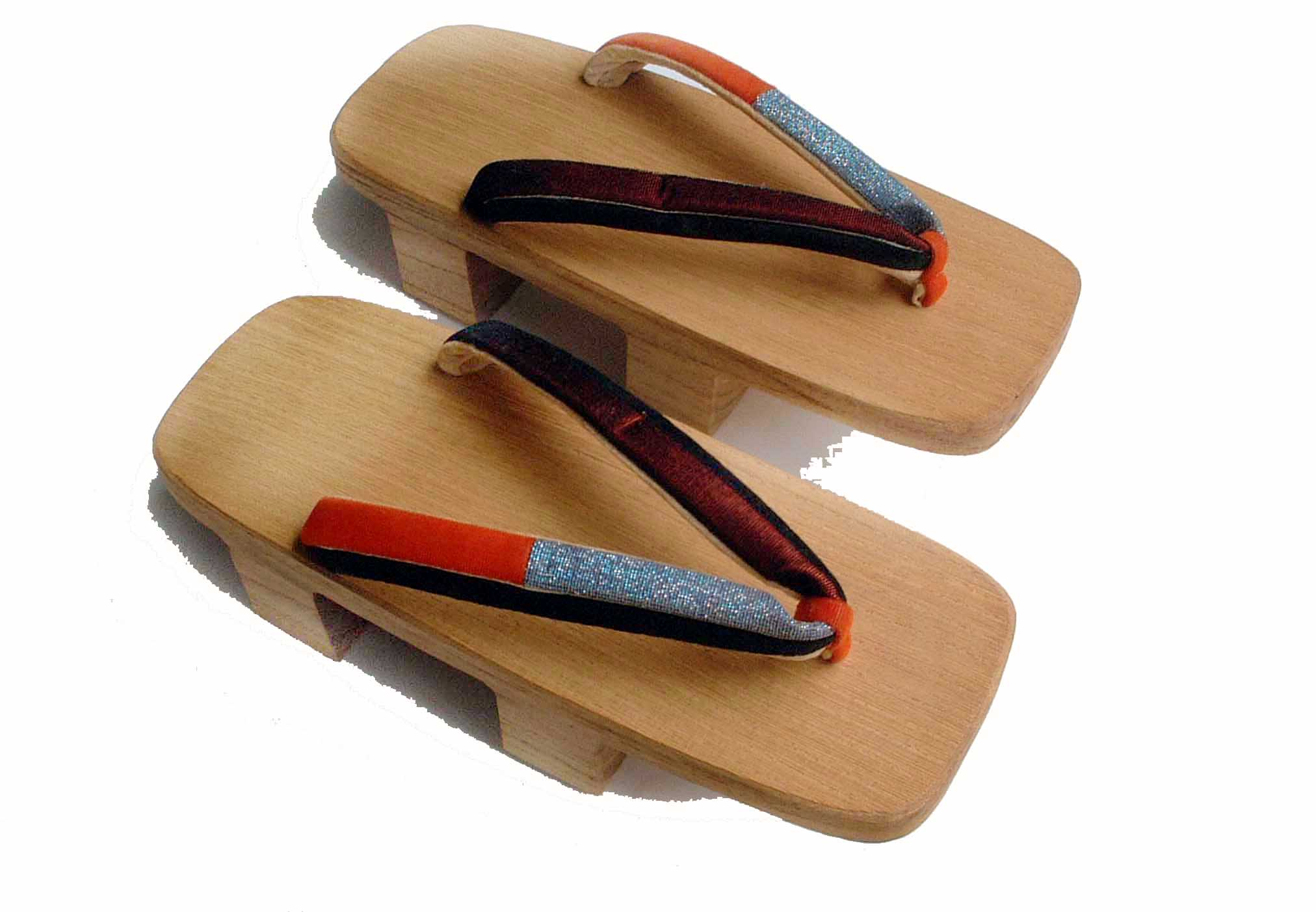
下駄／日本を代表する木履。開放的な形状をしており、主要な部分は一枚板を彫って作るか、複数の板を組み合わせて作る。

木靴（きぐつ）とは、木製の履物。全てもしくは底部など主要な部分が木材で作られているものをいう。

## 名称
日本語で厳密には、足の甲まで履う「被甲履き物類」を「木沓（きぐつ）」、鼻緒へ足の指を差し込んで履く「鼻緒履き物類」を「木履（きぐつ）」というが、現在では混用されている。
ただ、本項では原義に準じて書き分ける。右上段の画像を見てのとおり、クロッグのようなタイプは「木沓」、草履のようなタイプは「木履」である。
現代中国語では「木鞋（拼音：mùxié〈日本語音写例：ムゥーシィエ〉）」が日本語の「木靴」に相当する。市販品を見る限り「木履」の名も用いられているが、「木鞋」と「木履」は語意によって使い分けされているわけではない（あるいは、混用されている）。
『オックスフォード英語辞典』によれば、英語では "clog（クロッグ）" を「木の厚切り」と定義し、そこから「木製の厚い靴底の靴」「全木製の靴」としている。この語は、中英語として14世紀初期から見られる "clogge（=a lump of wood、木の塊）" を語源として派生した。また、現代日本語では、英語 "clog" が外来語「クロッグ」として通用しているが、木靴ではなく、欧米から伝わった被甲履き物類の、素材を問わない一類型といった感じの用法になっている。

## 特徴
木材を利用した履物の文化は世界中に存在し、その形状は文化によって異なるが、多くの場合その文化において長い歴史をもっている。
伝統的な木靴は、鉱業・農業・工業などの重労働で使用される防具、安全靴として使うことも考慮された。木靴は下級労働者、農民などが履く安価な靴とみられることがあるが、スウェーデンのラスコゥレ、日本の下駄のようにファッション性の高い履物になった木靴もある。
木靴が床と接触する音を音楽の一部として利用し、ダンスの一部に取り入れたアイルランドの踊り「ジグ」やイギリス（イギリス全般）の踊り「クロッグダンス（英: clog dance. cf. en:Clog dancing, en:Clog dance）」が、アメリカ合衆国で誕生したタップダンスの祖型の一つと考えられている。

## 種類

### アジアの木靴

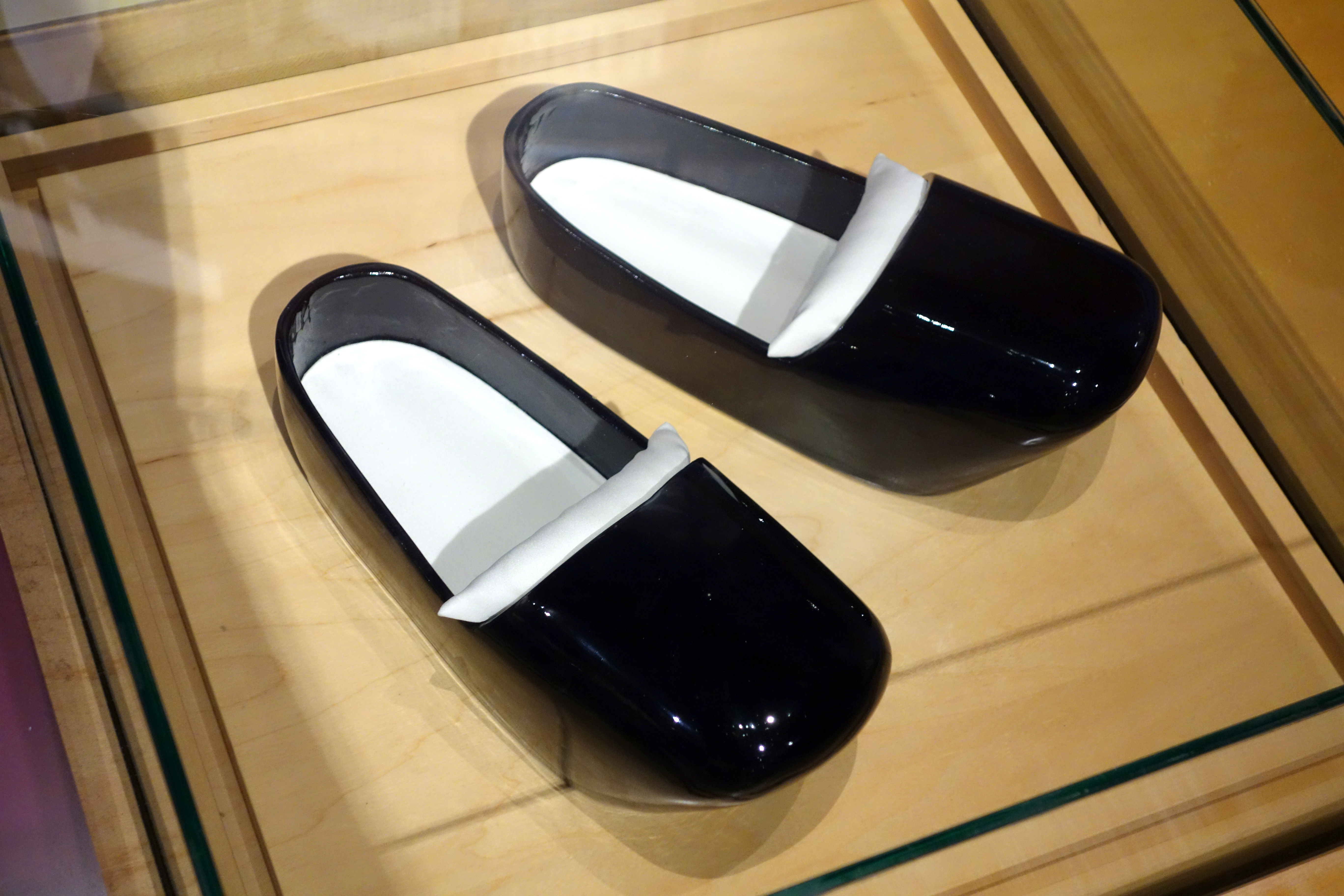
浅沓（日本）

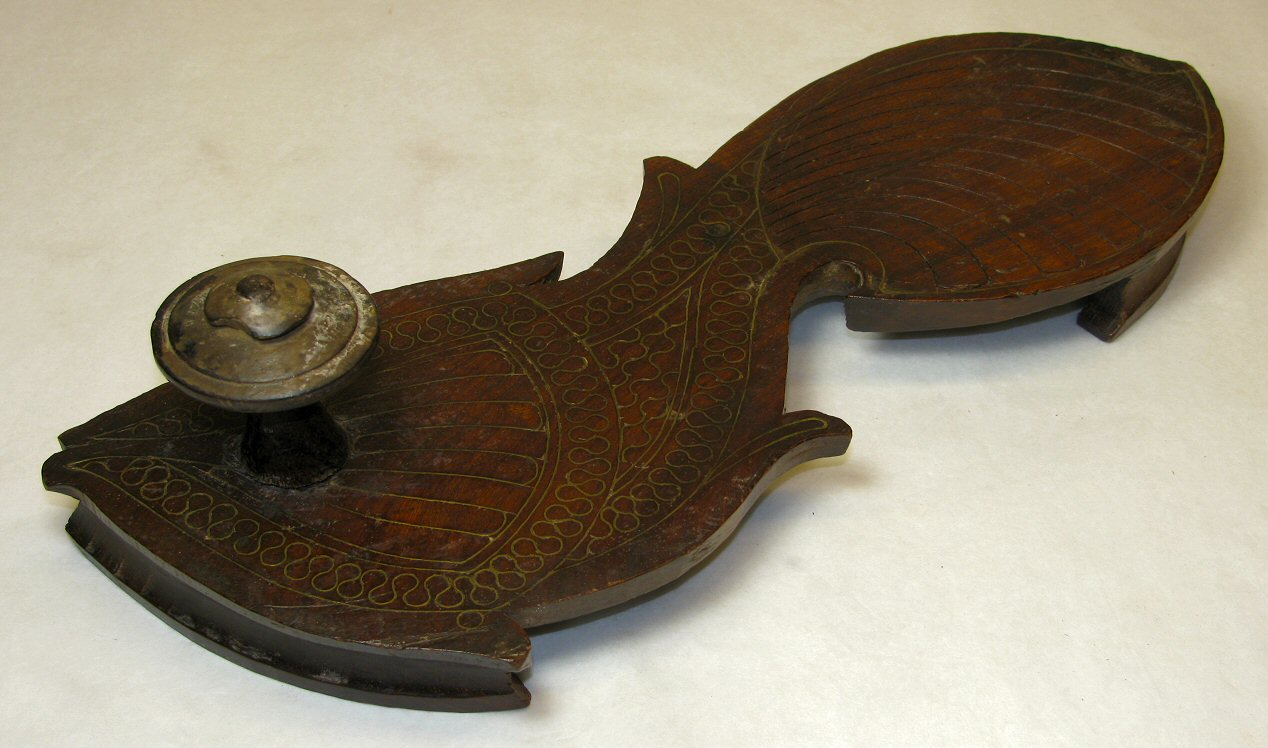
パドゥカ（インド）

- 浅沓 - 古来日本に伝統的な沓（くつ）で、基本的には木製である。現在でも古来の儀式などで用いられる。形はヨーロッパでいうところの「クロップ」型に近い。
- 下駄 - 古来日本の木履。
- ナマクシン（木鞋、나막신：namaksin）[11][12] - 朝鮮の木沓で、雨の時に履く。
- 木鞋 - 中華圏において「木靴」の意。
- バキャ (bakya)  - フィリピンの木履。
- terompah - マレーシアの木履。
- bakiak - インドネシアの木履。
- パドゥカ (খড়ম、paduka)  - インドの木履。インドで最も古く、最も典型的な履物。
- takunya - トルコの木履。

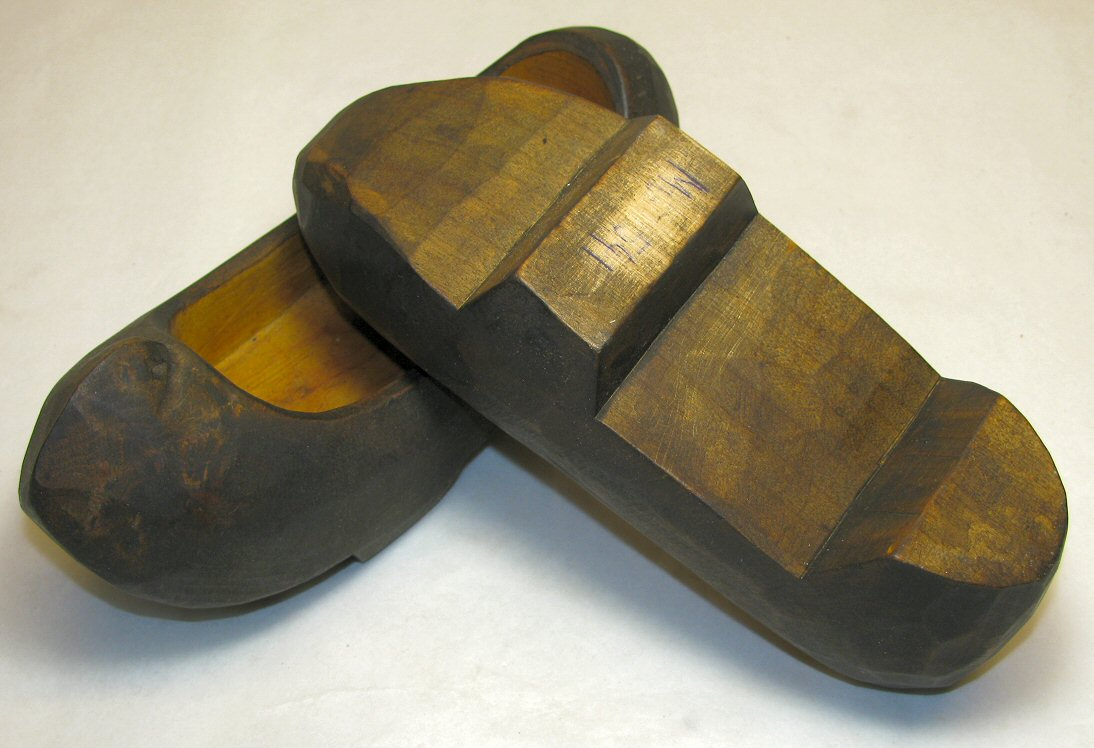
ナマクシン（朝鮮）
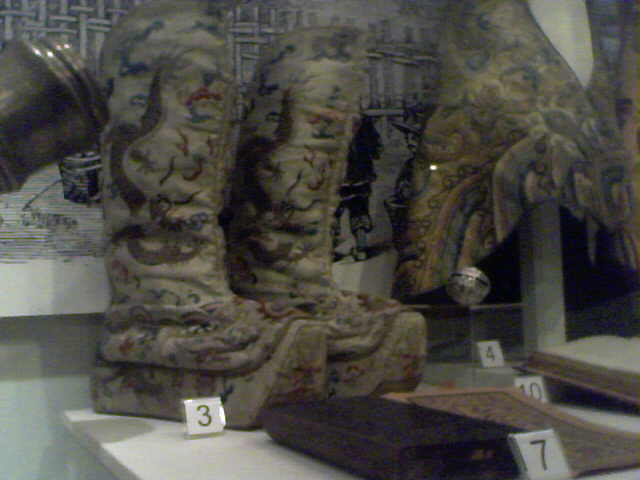
中華圏におけるブーツ型の木鞋の一例。木沓タイプ。
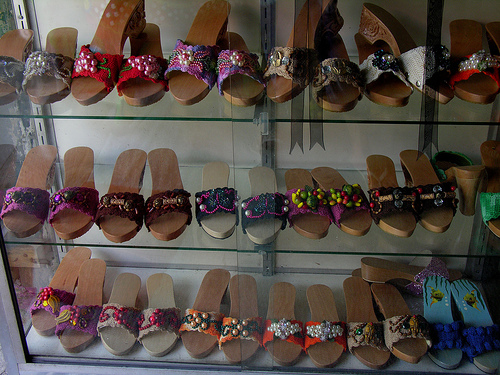
バキャ（フィリピン）
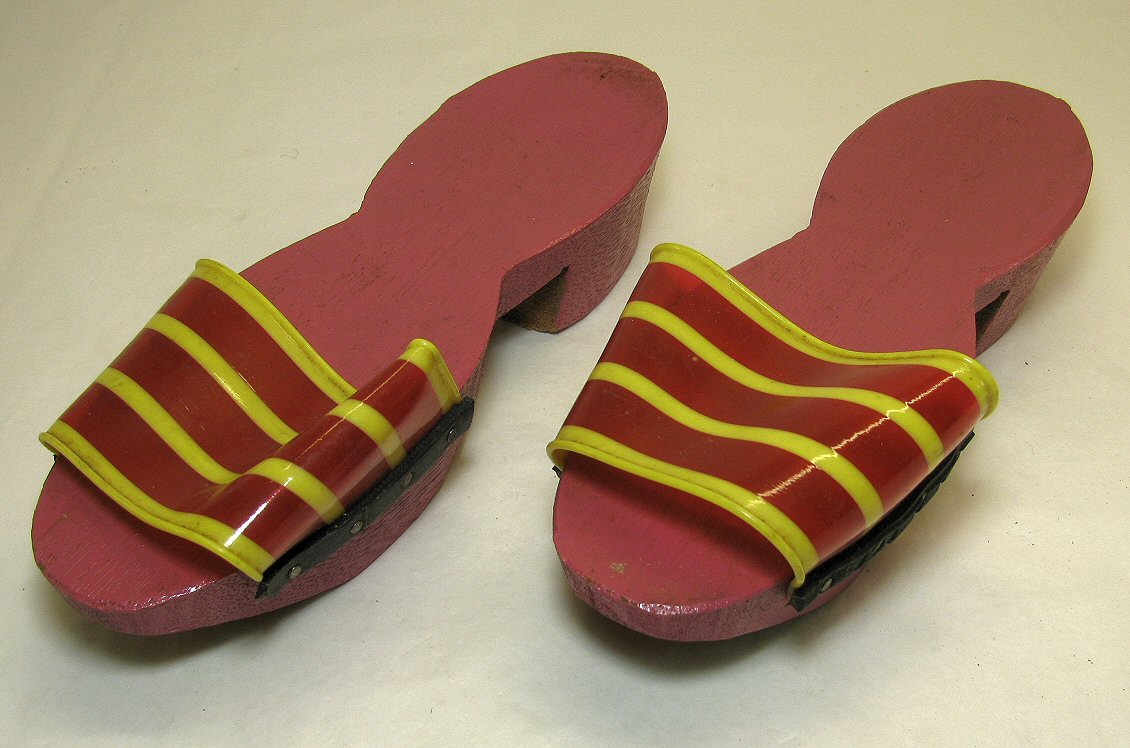
terompah（マレーシア）
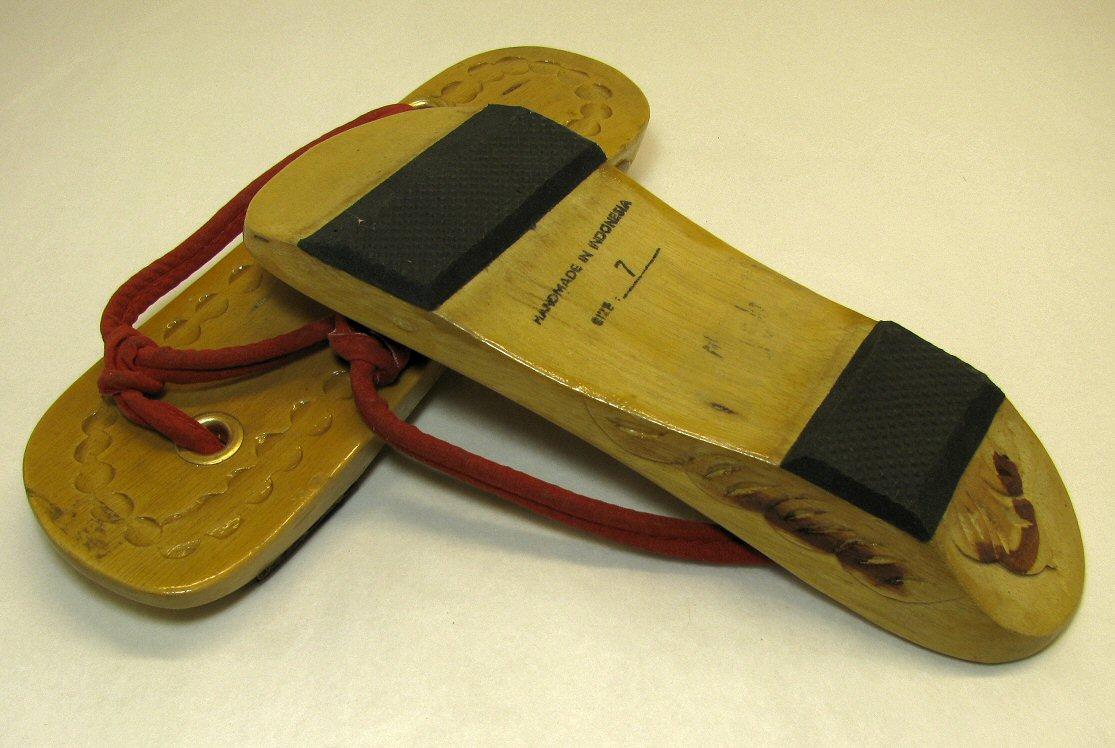
bakiak（インドネシア）
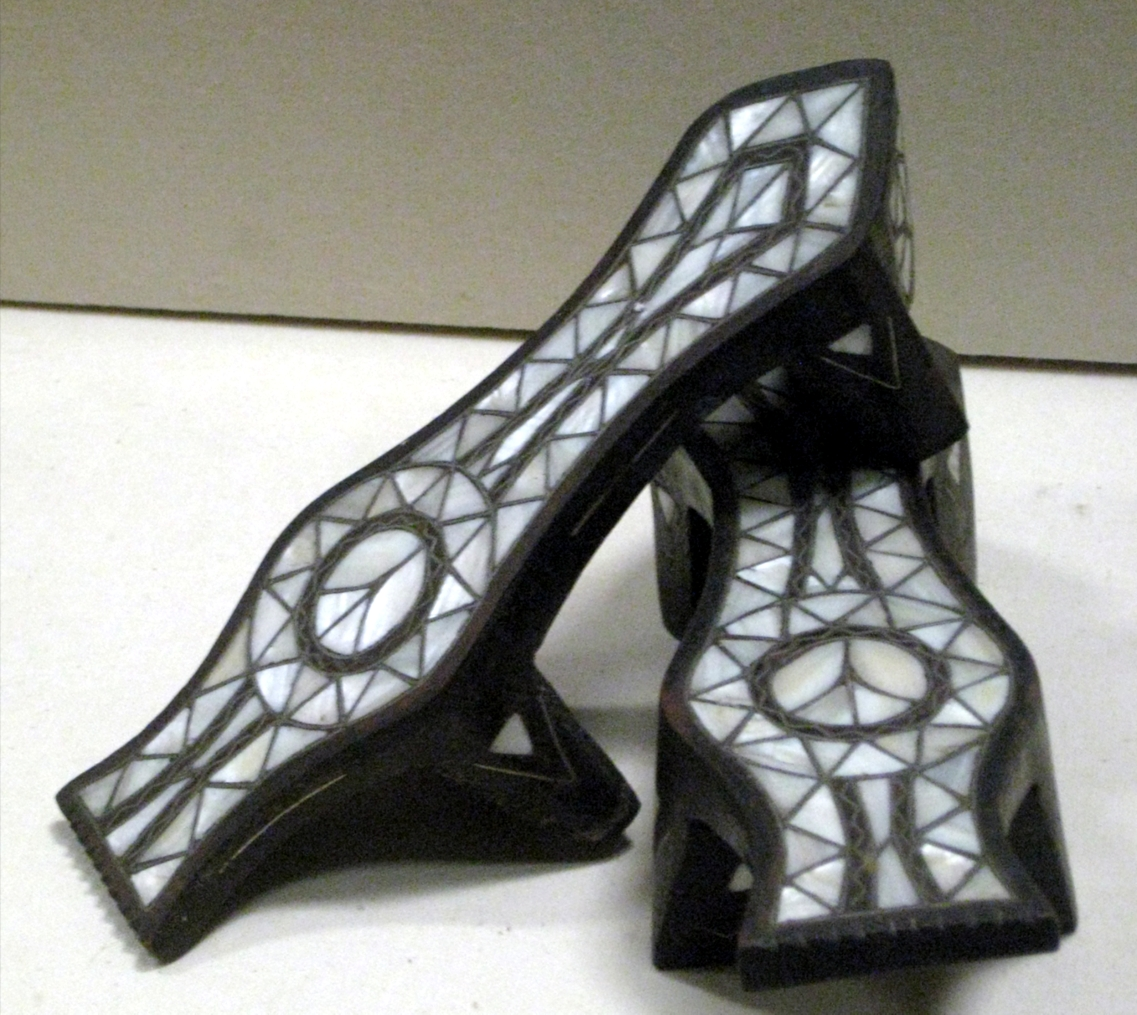
takunya（トルコ）

### ヨーロッパの木靴
- ゾッコロ (zoccolo) - イタリア語で、履物 (calzatura) としては「木靴」の意。木履タイプ。
- カンタブリアのアルバルカ (Cantabrian albarcas) - スペインはカンタブリア地方の木靴。
- タマンコ (tamanco)  - ポルトガル語で「木靴」の意。木沓タイプ。
- サボ (sabot) - フランスの木沓。[13]
- ベルギーのサボ (belgian sabot) - ベルギーの木沓。
- クロンプ (klomp) - オランダの木沓。cf. 右上の画像。
- ホルツシュー (Holzschuh) - ドイツ語で「木靴」の意［ de: Holz〈=wood、木〉+ Schuh〈=shoe、靴〉 ］。
- Zoggeli - スイスの木履。
- イングリッシュクロッグ (English clog) - イギリスの木沓。
- トラスコ (træsko) - デンマーク語で「木靴」の意。木沓タイプ。
- träskor - スウェーデン語で「木靴」の意。木沓タイプ。
- klumpė - リトアニア語で「木靴」の意。木沓タイプ。

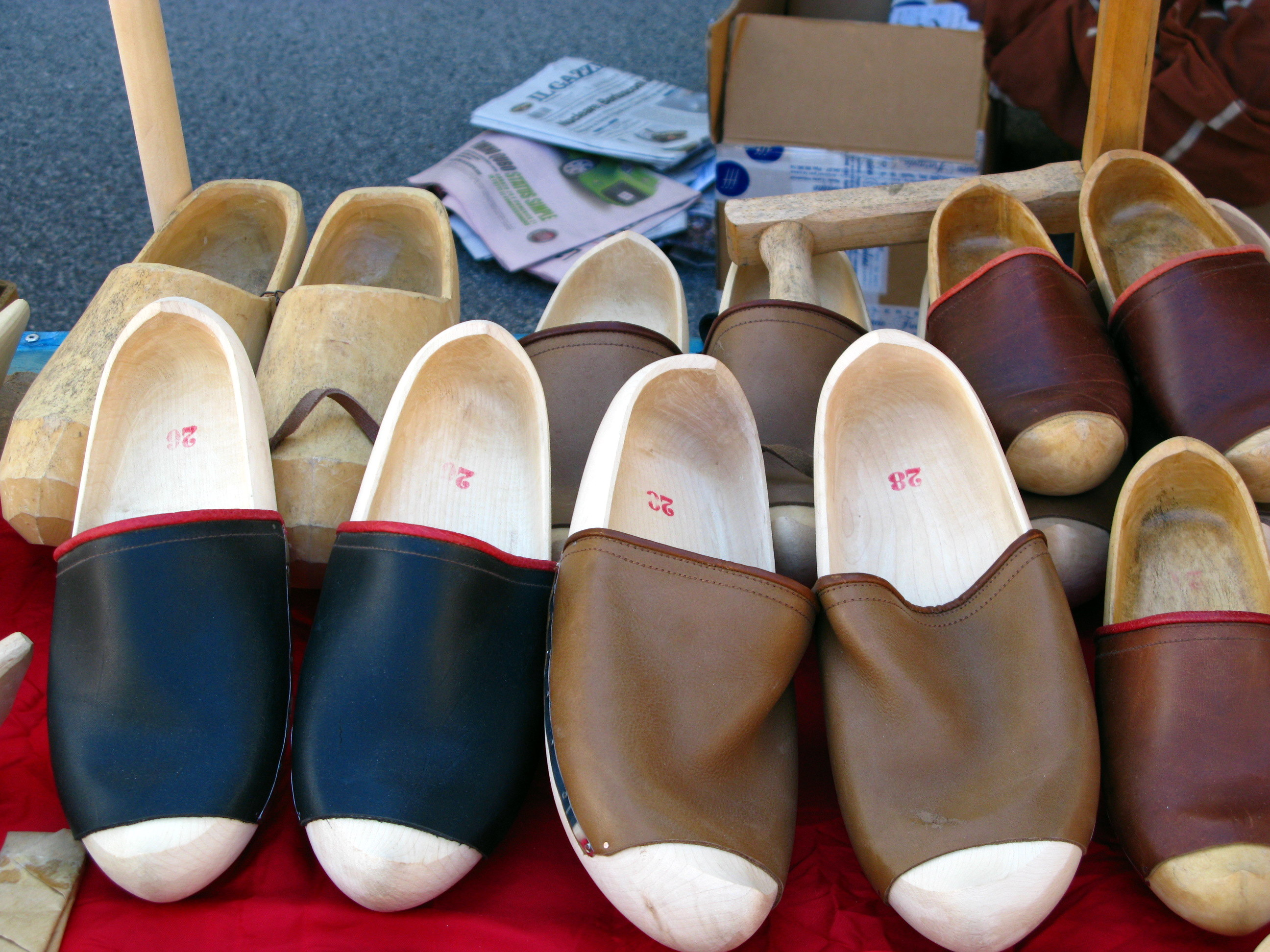
ゾッコロ（イタリア）
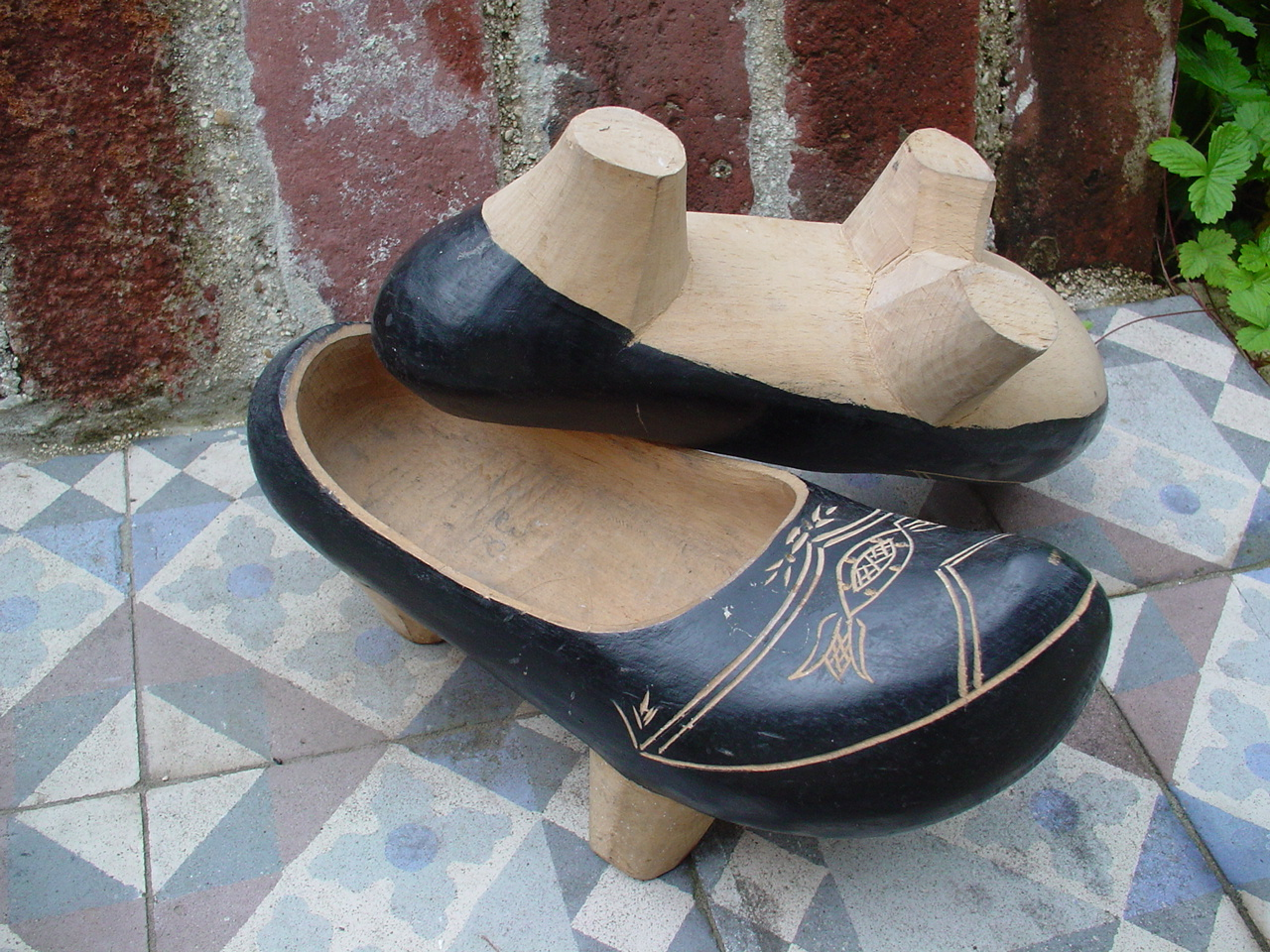
カンタブリアのアルバルカ（スペイン、カンタブリア地方）
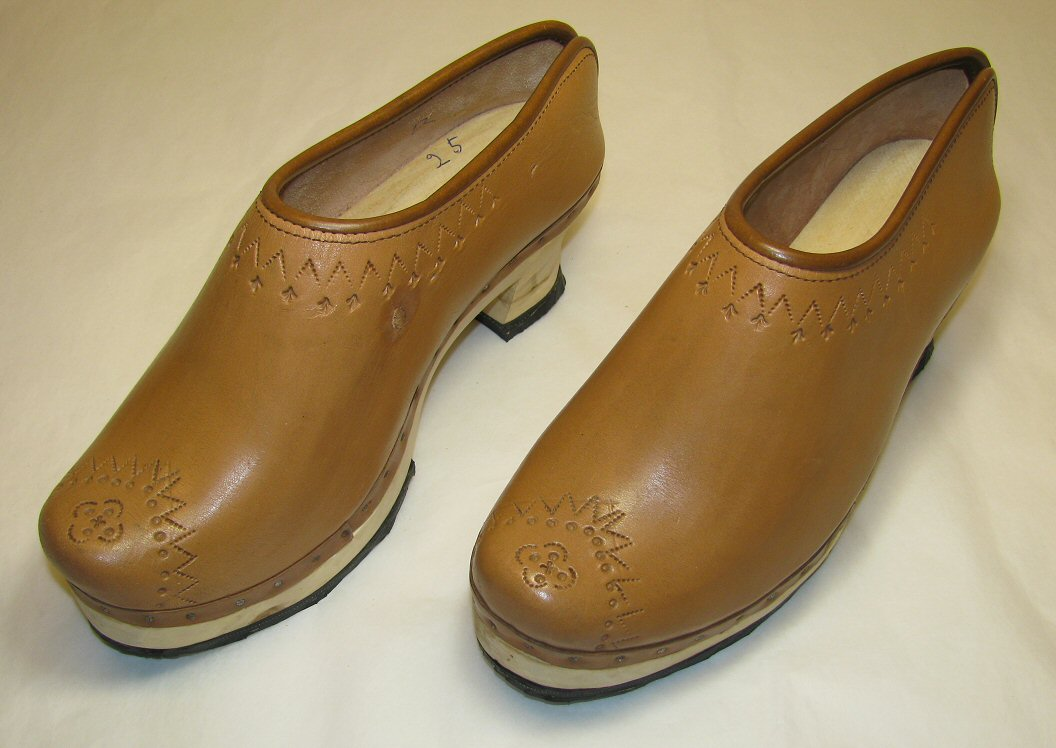
タマンコ（ポルトガル）
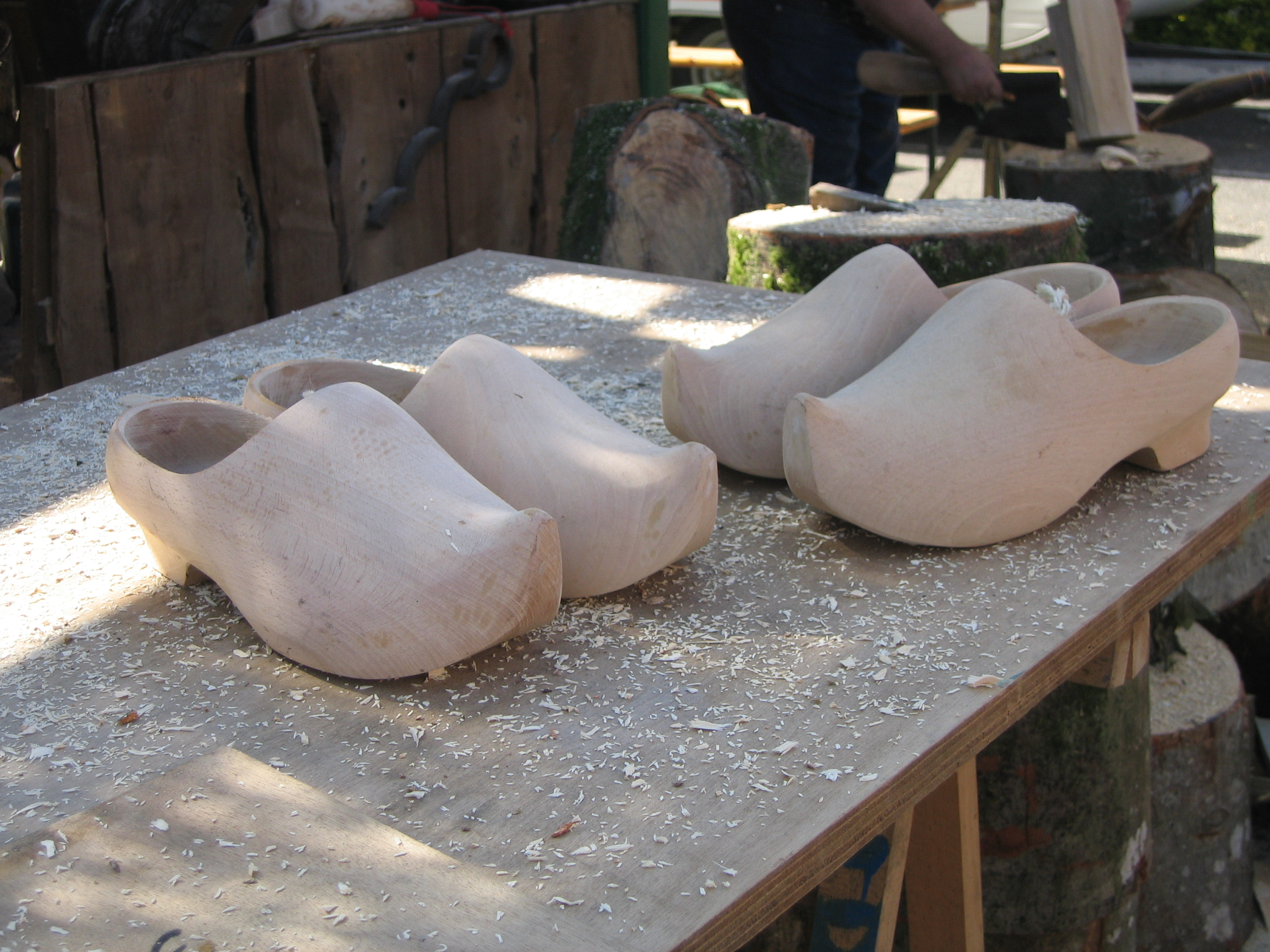
サボ（フランス）
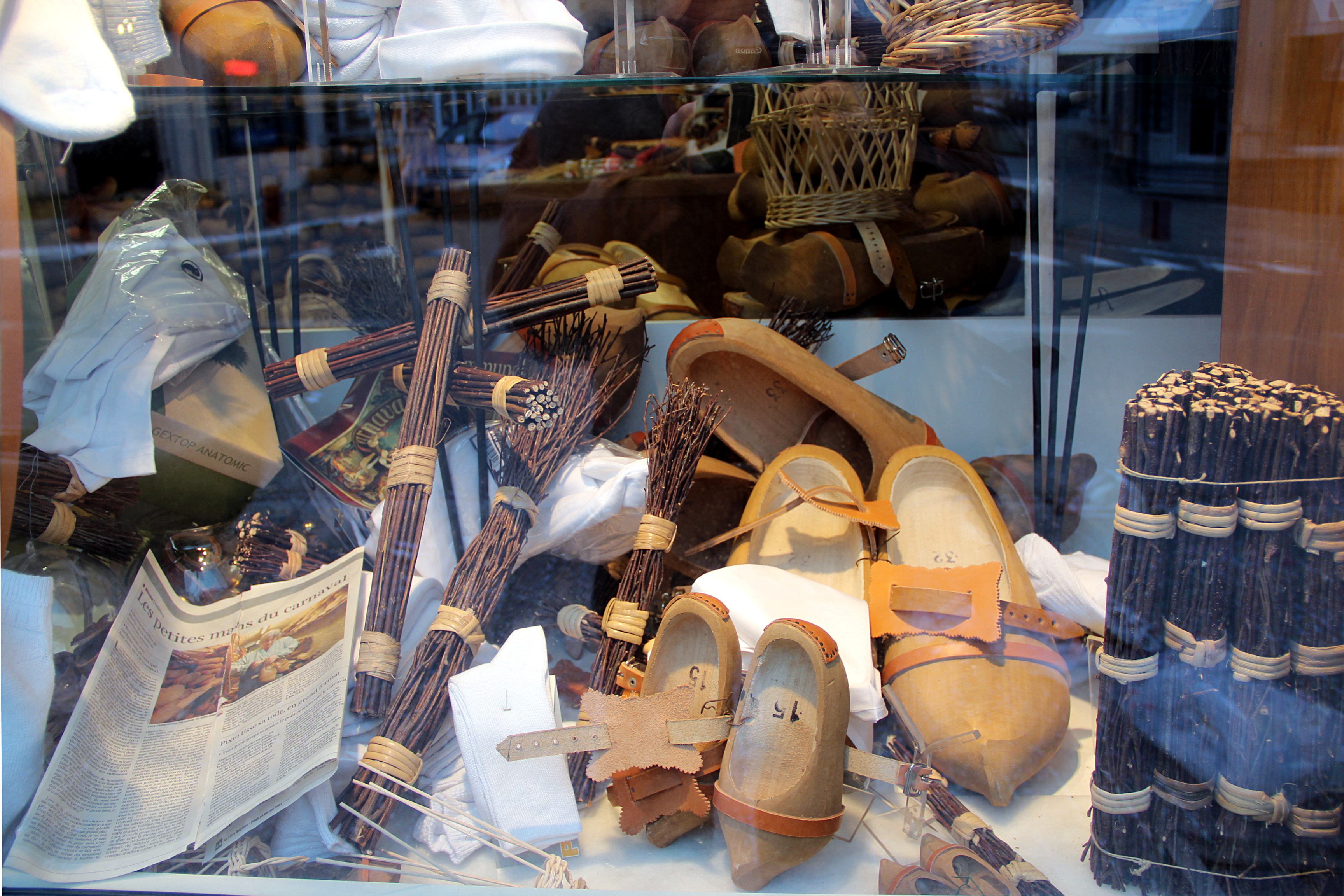
ベルギーのサボ（ベルギー）
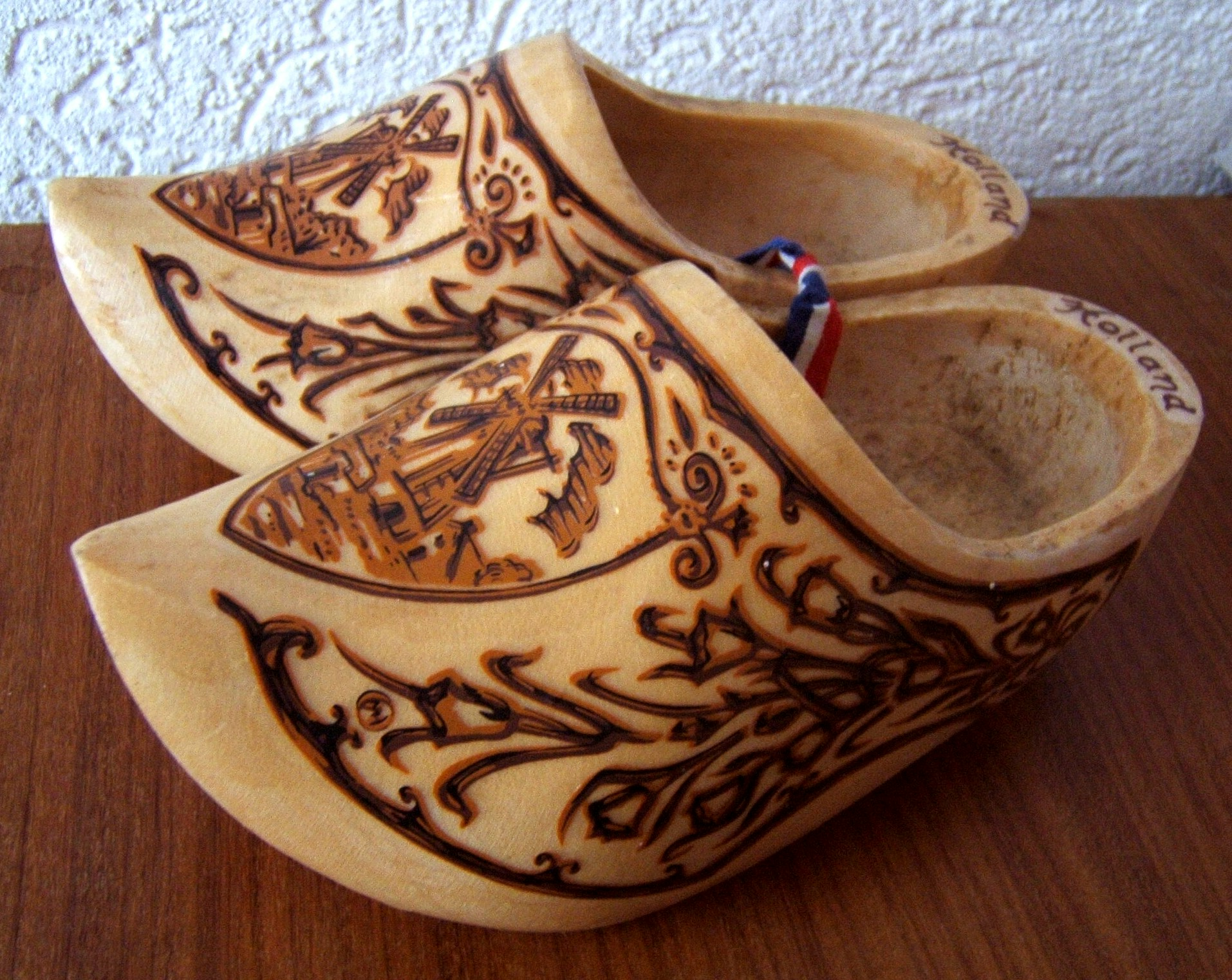
クロンプ（オランダ）。画像のものは土産物。
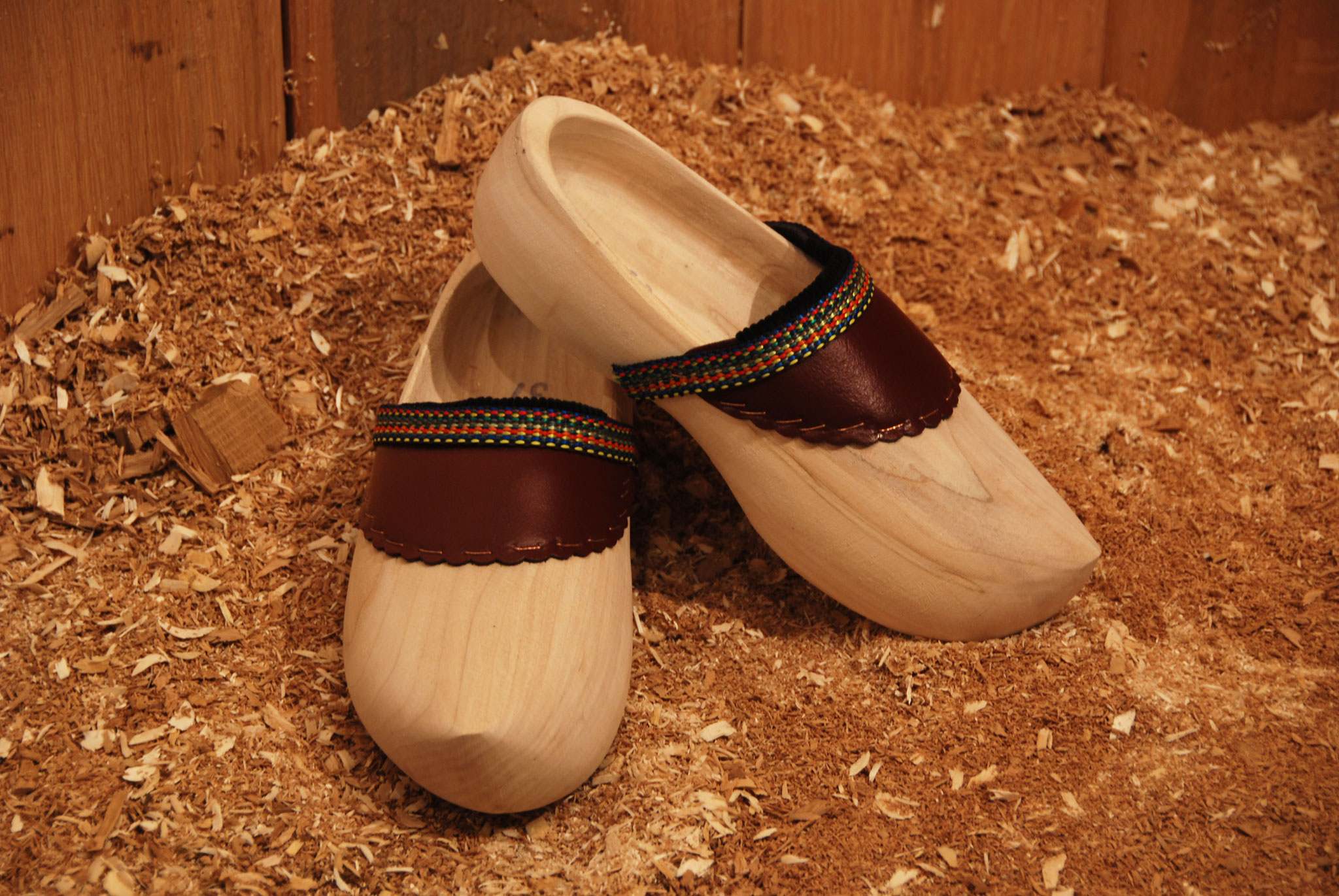
ホルツシュー（ドイツ）。画像のものは木沓タイプ。
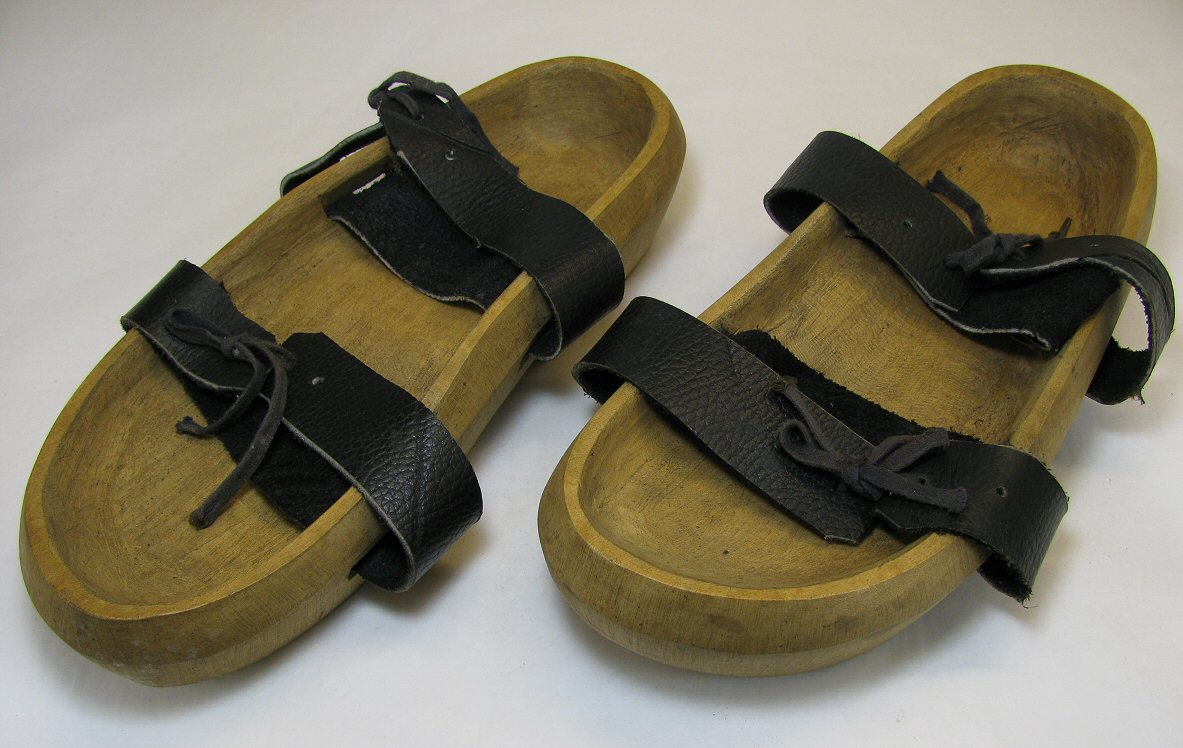
Zoggeli（スイス）
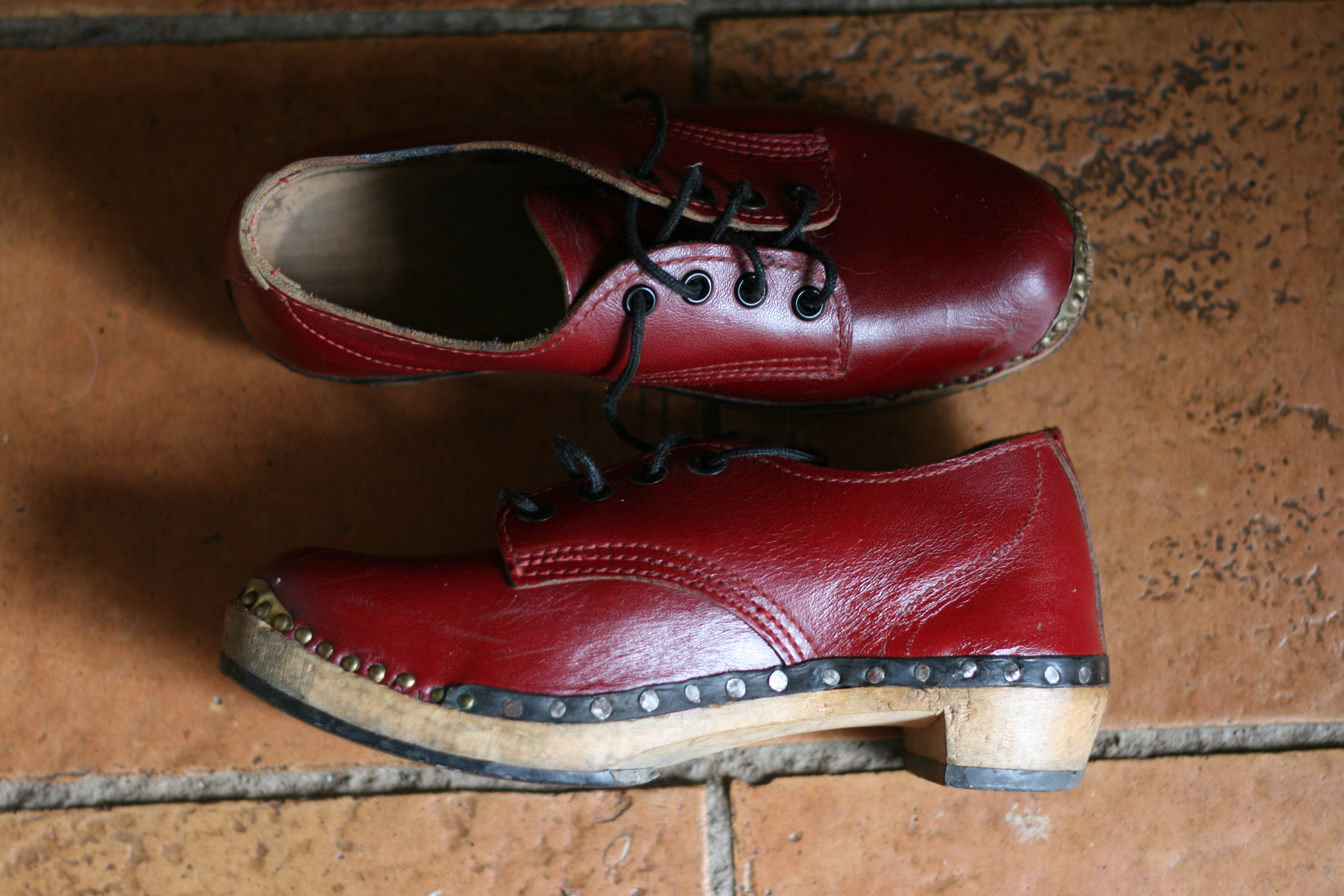
イングリッシュクロッグ（イギリス）
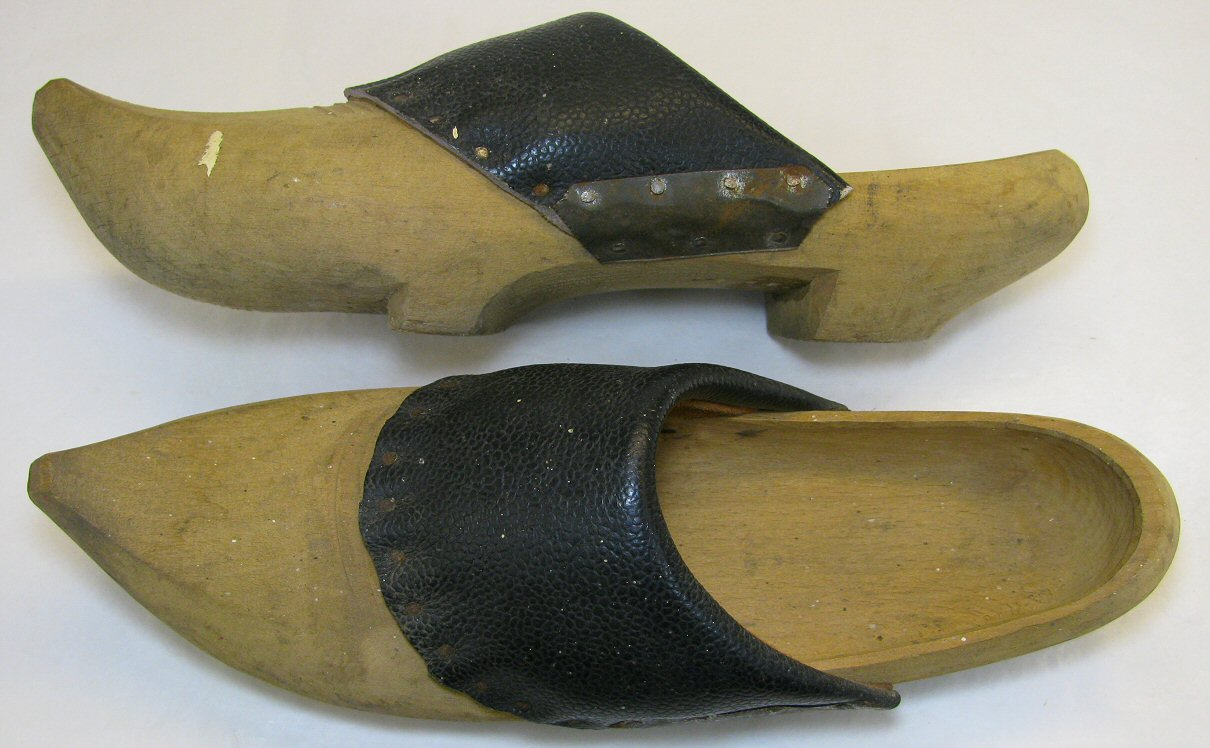
トラスコ（デンマーク）
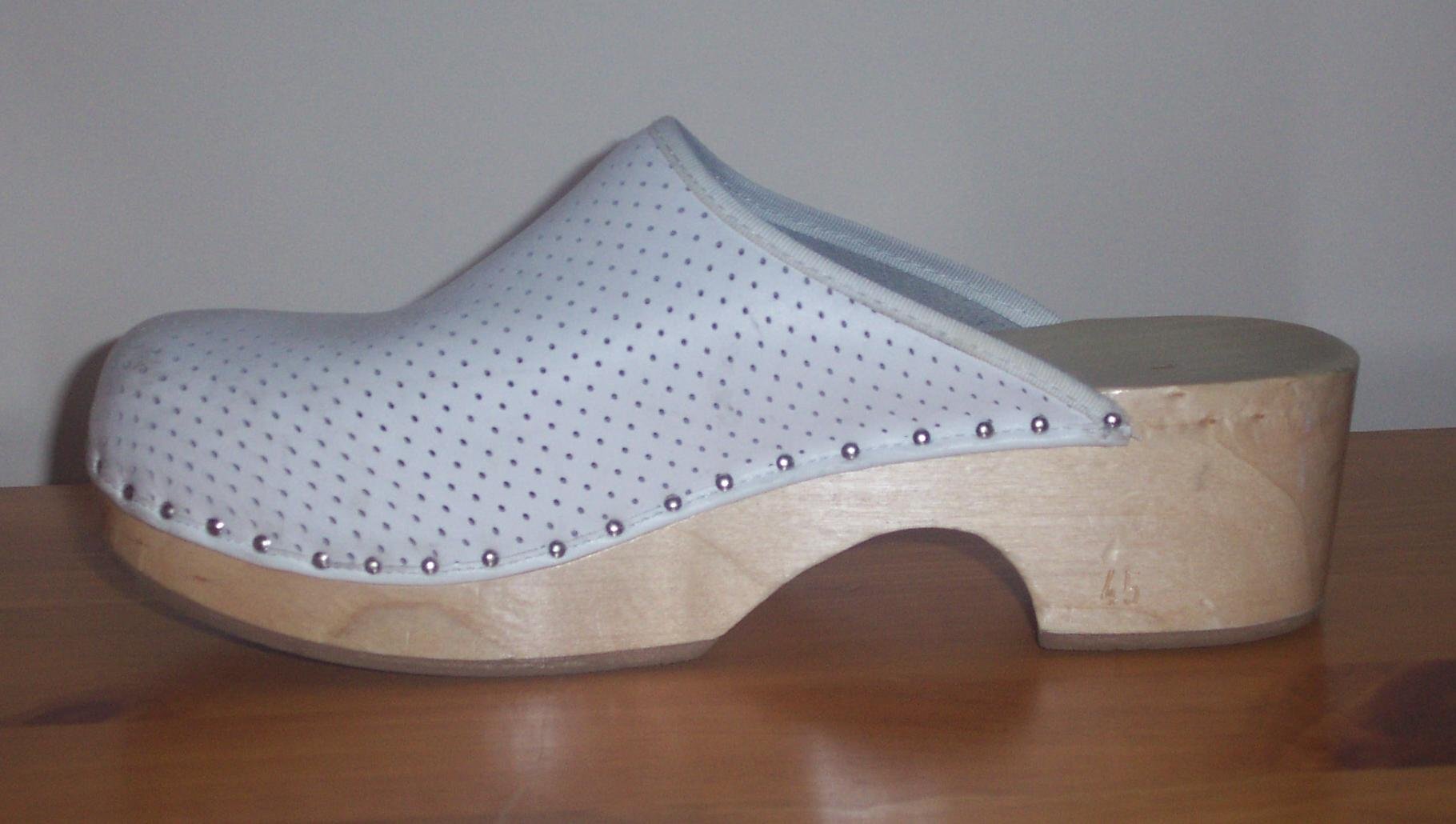
träskor（スウェーデン）
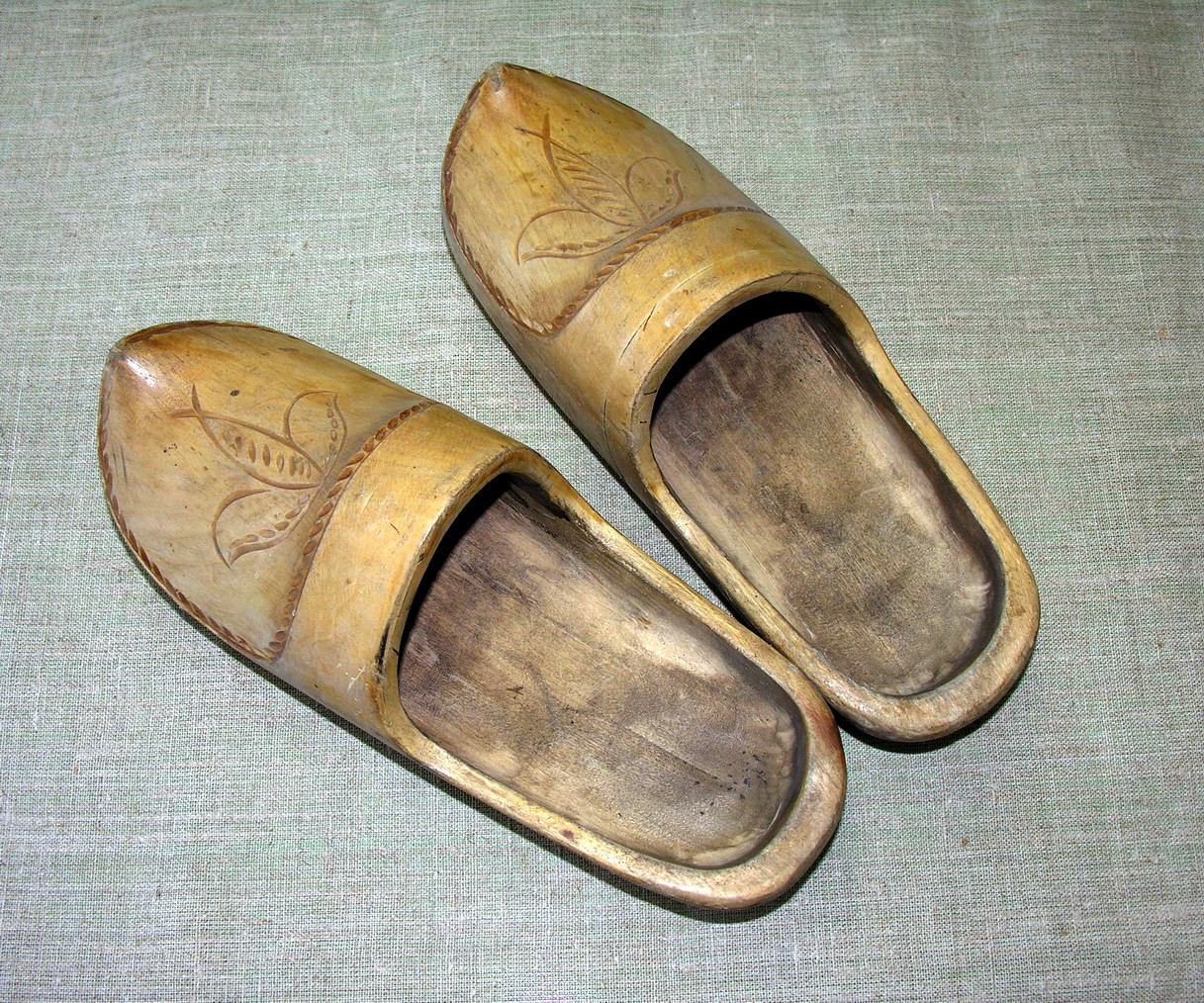
klumpė（リトアニア）